# Interlands voetbalelftal van de Verenigde Staten 2020-2029
Deze pagina toont een chronologisch en gedetailleerd overzicht van de interlands die het voetbalelftal van de Verenigde Staten speelt en heeft gespeeld in de periode 2020 – 2029.

## Interlands

### 2020
|                                                                   |                           |       |            |                                                                                            |
| 1 februari Vriendschappelijk «onderlinge duels» 12:55 uur (UTC−7) | Verenigde Staten          | 1 – 0 | Costa Rica | Dignity Health Sports Park, Carson Toeschouwers: 9.172 Scheidsrechter: Oshane Nation (JAM) |
| 1 februari Vriendschappelijk «onderlinge duels» 12:55 uur (UTC−7) | Ulysses Llanez 50' (pen.) |       |            | Dignity Health Sports Park, Carson Toeschouwers: 9.172 Scheidsrechter: Oshane Nation (JAM) |

|                                                                  |       |       |                  |                                                                           |
| 12 november Vriendschappelijk «onderlinge duels» 19:45 uur (UTC) | Wales | 0 – 0 | Verenigde Staten | Liberty Stadium, Swansea Toeschouwers: 0 Scheidsrechter: Nick Walsh (SCO) |
| 12 november Vriendschappelijk «onderlinge duels» 19:45 uur (UTC) |       |       |                  | Liberty Stadium, Swansea Toeschouwers: 0 Scheidsrechter: Nick Walsh (SCO) |

|                                                                    | |       |                                  |                                                                                               |
| 16 november Vriendschappelijk «onderlinge duels» 20:45 uur (UTC+1) | Verenigde Staten | 6 – 2 | Panama                           | Stadion Wiener Neustadt, Wiener Neustadt Toeschouwers: 0 Scheidsrechter: Harald Lechner (AUT) |
| 16 november Vriendschappelijk «onderlinge duels» 20:45 uur (UTC+1) | Giovanni Reyna 18' Nicholas Gioacchini 22' Nicholas Gioacchini 26' Sebastian Soto 83' Sebastian Lletget 87' Sebastian Soto 90+1' |       | 8' José Fajardo 79' José Fajardo | Stadion Wiener Neustadt, Wiener Neustadt Toeschouwers: 0 Scheidsrechter: Harald Lechner (AUT) |

|                                                                   | |       |             | |
| 9 december Vriendschappelijk «onderlinge duels» 19:30 uur (UTC−5) | Verenigde Staten                                                                                                | 6 – 0 | El Salvador | Inter Miami CF Stadium, Fort Lauderdale Toeschouwers: 2.500 Scheidsrechter: José Torres Rivera (PUR) |
| 9 december Vriendschappelijk «onderlinge duels» 19:30 uur (UTC−5) | Paul Arriola 17' Chris Mueller 20' Sebastian Lletget 23' Chris Mueller 25' Ayo Akinola 27' Brenden Aaronson 50' |       |             | Inter Miami CF Stadium, Fort Lauderdale Toeschouwers: 2.500 Scheidsrechter: José Torres Rivera (PUR) |

### 2021
|                                                                   | |       |                    |                                                                                         |
| 31 januari Vriendschappelijk «onderlinge duels» 19:25 uur (UTC−5) | Verenigde Staten | 7 – 0 | Trinidad en Tobago | Orlando City Stadium, Orlando Toeschouwers: 3.503 Scheidsrechter: Héctor Martínez (NIC) |
| 31 januari Vriendschappelijk «onderlinge duels» 19:25 uur (UTC−5) | Jonathan Lewis 2' Jesús Ferreira 9' Paul Arriola 22' Paul Arriola 41' Miles Robinson 52' Jonathan Lewis 55' Jesús Ferreira 62' |       |                    | Orlando City Stadium, Orlando Toeschouwers: 3.503 Scheidsrechter: Héctor Martínez (NIC) |

|                                                                 |                                                                                   |       |                | |
| 25 maart Vriendschappelijk «onderlinge duels» 18:30 uur (UTC+1) | Verenigde Staten                                                                  | 4 – 1 | Jamaica        | Stadion Wiener Neustadt, Wiener Neustadt Toeschouwers: 0 Scheidsrechter: Christian-Petru Ciochirca (AUT) |
| 25 maart Vriendschappelijk «onderlinge duels» 18:30 uur (UTC+1) | Sergiño Dest 34' Brenden Aaronson 52' Sebastian Lletget 83' Sebastian Lletget 90' |       | 70' Jamal Lowe | Stadion Wiener Neustadt, Wiener Neustadt Toeschouwers: 0 Scheidsrechter: Christian-Petru Ciochirca (AUT) |

|                                                                 |                  |       |                                                 |                                                                         |
| 28 maart Vriendschappelijk «onderlinge duels» 17:05 uur (UTC+1) | Noord-Ierland    | 1 – 2 | Verenigde Staten                                | Windsor Park, Belfast Toeschouwers: 0 Scheidsrechter: Ian Jenkins (WAL) |
| 28 maart Vriendschappelijk «onderlinge duels» 17:05 uur (UTC+1) | Niall McGinn 88' |       | 30' Giovanni Reyna 59' (pen.) Christian Pulisic | Windsor Park, Belfast Toeschouwers: 0 Scheidsrechter: Ian Jenkins (WAL) |

|                                                               |                                        |       |                      |                                                                             |
| 30 mei Vriendschappelijk «onderlinge duels» 20:15 uur (UTC+2) | Zwitserland                            | 2 – 1 | Verenigde Staten     | Kybunpark, Sankt Gallen Toeschouwers: 100 Scheidsrechter: Harm Osmers (GER) |
| 30 mei Vriendschappelijk «onderlinge duels» 20:15 uur (UTC+2) | Ricardo Rodríguez 10' Steven Zuber 63' |       | 5' Sebastian Lletget | Kybunpark, Sankt Gallen Toeschouwers: 100 Scheidsrechter: Harm Osmers (GER) |

|                                                                                  |          |                       |                  |                                                                                             |
| 3 juni CONCACAF Nations League Halve finale «onderlinge duels» 17:30 uur (UTC−6) | Honduras | 0 – 1                 | Verenigde Staten | Empower Field at Mile High, Denver Toeschouwers: 34.451 Scheidsrechter: Oshane Nation (JAM) |
| 3 juni CONCACAF Nations League Halve finale «onderlinge duels» 17:30 uur (UTC−6) |          | 89' Jordan Siebatcheu |                  | Empower Field at Mile High, Denver Toeschouwers: 34.451 Scheidsrechter: Oshane Nation (JAM) |

|                                                                            |                                                                      |              |                                         |                                                                                          |
| 6 juni CONCACAF Nations League Finale «onderlinge duels» 19:30 uur (UTC−6) | Verenigde Staten                                                     | 3 – 2 (n.v.) | Mexico                                  | Empower Field at Mile High, Denver Toeschouwers: 37.648 Scheidsrechter: John Pitti (PAN) |
| 6 juni CONCACAF Nations League Finale «onderlinge duels» 19:30 uur (UTC−6) | Giovanni Reyna 27' Weston McKennie 82' Christian Pulisic 114' (pen.) |              | 2' Jesús Manuel Corona 79' Diego Lainez | Empower Field at Mile High, Denver Toeschouwers: 37.648 Scheidsrechter: John Pitti (PAN) |

|                                                               |                                                                                |       |            |                                                                                     |
| 9 juni Vriendschappelijk «onderlinge duels» 17:00 uur (UTC−6) | Verenigde Staten                                                               | 4 – 0 | Costa Rica | Rio Tinto Stadium, Sandy Toeschouwers: 19.007 Scheidsrechter: Tristley Bassue (SKN) |
| 9 juni Vriendschappelijk «onderlinge duels» 17:00 uur (UTC−6) | Brenden Aaronson 8' Daryl Dike 42' Reggie Cannon 52' Giovanni Reyna 77' (pen.) |       |            | Rio Tinto Stadium, Sandy Toeschouwers: 19.007 Scheidsrechter: Tristley Bassue (SKN) |

| CONCACAF Gold Cup 2021 |
| ---------------------- |

|                                                               |                  |       |       | |
| 11 juli Gold Cup Groep B «onderlinge duels» 20:00 uur (UTC−5) | Verenigde Staten | 1 – 0 | Haïti | Children's Mercy Park, Kansas City (Kansas) Toeschouwers: 12.664 Scheidsrechter: Said Martínez (HON) |
| 11 juli Gold Cup Groep B «onderlinge duels» 20:00 uur (UTC−5) | Sam Vines 8'     |       |       | Children's Mercy Park, Kansas City (Kansas) Toeschouwers: 12.664 Scheidsrechter: Said Martínez (HON) |

|                                                               |                             |       | | |
| 15 juli Gold Cup Groep B «onderlinge duels» 21:00 uur (UTC−5) | Martinique                  | 1 – 6 | Verenigde Staten | Children's Mercy Park, Kansas City (Kansas) Toeschouwers: 7.511 Scheidsrechter: Mario Escobar (GUA) |
| 15 juli Gold Cup Groep B «onderlinge duels» 21:00 uur (UTC−5) | Emmanuel Rivière 64' (pen.) |       | 14' Daryl Dike 23' (e.d.) Samuel Camille 50' Miles Robinson 59' Daryl Dike 70' Gyasi Zardes 90' Nicholas Gioacchini | Children's Mercy Park, Kansas City (Kansas) Toeschouwers: 7.511 Scheidsrechter: Mario Escobar (GUA) |

|                                                               |                  |       |        | |
| 18 juli Gold Cup Groep B «onderlinge duels» 16:00 uur (UTC−5) | Verenigde Staten | 1 – 0 | Canada | Children's Mercy Park, Kansas City (Kansas) Toeschouwers: 18.467 Scheidsrechter: Adonai Escobedo (MEX) |
| 18 juli Gold Cup Groep B «onderlinge duels» 16:00 uur (UTC−5) | Shaq Moore 1'    |       |        | Children's Mercy Park, Kansas City (Kansas) Toeschouwers: 18.467 Scheidsrechter: Adonai Escobedo (MEX) |

|                                                                   |                   |       |         |                                                                                       |
| 25 juli Gold Cup Kwartfinale «onderlinge duels» 21:00 uur (UTC−5) | Verenigde Staten  | 1 – 0 | Jamaica | AT&T Stadium, Arlington Toeschouwers: 41.318 Scheidsrechter: César Arturo Ramos (MEX) |
| 25 juli Gold Cup Kwartfinale «onderlinge duels» 21:00 uur (UTC−5) | Matthew Hoppe 83' |       |         | AT&T Stadium, Arlington Toeschouwers: 41.318 Scheidsrechter: César Arturo Ramos (MEX) |

|                                                                    |       |                  |                  |                                                                                     |
| 29 juli Gold Cup Halve finale «onderlinge duels» 18:30 uur (UTC−5) | Qatar | 0 – 1            | Verenigde Staten | Q2 Stadium, Austin Toeschouwers: 20.500 Scheidsrechter: Juan Gabriel Calderón (CRC) |
| 29 juli Gold Cup Halve finale «onderlinge duels» 18:30 uur (UTC−5) |       | 86' Gyasi Zardes |                  | Q2 Stadium, Austin Toeschouwers: 20.500 Scheidsrechter: Juan Gabriel Calderón (CRC) |

|                                                                 |                     |              |        |                                                                                      |
| 1 augustus Gold Cup Finale «onderlinge duels» 18:00 uur (UTC−7) | Verenigde Staten    | 1 – 0 (n.v.) | Mexico | Allegiant Stadium, Paradise Toeschouwers: 61.114 Scheidsrechter: Said Martínez (HON) |
| 1 augustus Gold Cup Finale «onderlinge duels» 18:00 uur (UTC−7) | Miles Robinson 117' |              |        | Allegiant Stadium, Paradise Toeschouwers: 61.114 Scheidsrechter: Said Martínez (HON) |

|  |  |  |  |  |  |  |  |  |

|                                                                              |             |       |                  |                                                                                                  |
| 2 september WK-kwalificatie Finaleronde «onderlinge duels» 20:00 uur (UTC−6) | El Salvador | 0 – 0 | Verenigde Staten | Estadio Cuscatlán, San Salvador Toeschouwers: 29.000 Scheidsrechter: Juan Gabriel Calderón (CRC) |
| 2 september WK-kwalificatie Finaleronde «onderlinge duels» 20:00 uur (UTC−6) |             |       |                  | Estadio Cuscatlán, San Salvador Toeschouwers: 29.000 Scheidsrechter: Juan Gabriel Calderón (CRC) |

|                                                                              |                      |       |                |                                                                                    |
| 5 september WK-kwalificatie Finaleronde «onderlinge duels» 19:00 uur (UTC−5) | Verenigde Staten     | 1 – 1 | Canada         | Nissan Stadium, Nashville Toeschouwers: 43.028 Scheidsrechter: Oshane Nation (JAM) |
| 5 september WK-kwalificatie Finaleronde «onderlinge duels» 19:00 uur (UTC−5) | Brenden Aaronson 55' |       | 62' Cyle Larin | Nissan Stadium, Nashville Toeschouwers: 43.028 Scheidsrechter: Oshane Nation (JAM) |

|                                                                              |                 |       |                                                                                    | |
| 8 september WK-kwalificatie Finaleronde «onderlinge duels» 20:30 uur (UTC−6) | Honduras        | 1 – 4 | Verenigde Staten                                                                   | Estadio Olímpico Metropolitano, San Pedro Sula Toeschouwers: 31.000 Scheidsrechter: Fernando Hernández Gómez (MEX) |
| 8 september WK-kwalificatie Finaleronde «onderlinge duels» 20:30 uur (UTC−6) | Brayan Moya 27' |       | 48' Antonee Robinson 75' Ricardo Pepi 86' Brenden Aaronson 90+3' Sebastian Lletget | Estadio Olímpico Metropolitano, San Pedro Sula Toeschouwers: 31.000 Scheidsrechter: Fernando Hernández Gómez (MEX) |

|                                                                            |                                   |       |         |                                                                          |
| 7 oktober WK-kwalificatie Finaleronde «onderlinge duels» 19:45 uur (UTC−5) | Verenigde Staten                  | 2 – 0 | Jamaica | Q2 Stadium, Austin Toeschouwers: 20.500 Scheidsrechter: Reon Radix (GRN) |
| 7 oktober WK-kwalificatie Finaleronde «onderlinge duels» 19:45 uur (UTC−5) | Ricardo Pepi 49' Ricardo Pepi 62' |       |         | Q2 Stadium, Austin Toeschouwers: 20.500 Scheidsrechter: Reon Radix (GRN) |

|                                                                             |                  |       |                  | |
| 10 oktober WK-kwalificatie Finaleronde «onderlinge duels» 17:00 uur (UTC−5) | Panama           | 1 – 0 | Verenigde Staten | Estadio Rommel Fernández, Panama-Stad Toeschouwers: 21.000 Scheidsrechter: César Arturo Ramos (MEX) |
| 10 oktober WK-kwalificatie Finaleronde «onderlinge duels» 17:00 uur (UTC−5) | Aníbal Godoy 54' |       |                  | Estadio Rommel Fernández, Panama-Stad Toeschouwers: 21.000 Scheidsrechter: César Arturo Ramos (MEX) |

|                                                                             |                                            |       |                   |                                                                                       |
| 13 oktober WK-kwalificatie Finaleronde «onderlinge duels» 19:00 uur (UTC−4) | Verenigde Staten                           | 2 – 1 | Costa Rica        | Lower.com Field, Columbus Toeschouwers: 20.165 Scheidsrechter: Daneon Parchment (JAM) |
| 13 oktober WK-kwalificatie Finaleronde «onderlinge duels» 19:00 uur (UTC−4) | Sergiño Dest 25' Leonel Moreira 66' (e.d.) |       | 1' Keysher Fuller | Lower.com Field, Columbus Toeschouwers: 20.165 Scheidsrechter: Daneon Parchment (JAM) |

|                                                                              |                                           |       |        |                                                                                |
| 12 november WK-kwalificatie Finaleronde «onderlinge duels» 21:00 uur (UTC−5) | Verenigde Staten                          | 2 – 0 | Mexico | TQL Stadium, Cincinnati Toeschouwers: 26.000 Scheidsrechter: Iván Barton (SLV) |
| 12 november WK-kwalificatie Finaleronde «onderlinge duels» 21:00 uur (UTC−5) | Christian Pulisic 74' Weston McKennie 85' |       |        | TQL Stadium, Cincinnati Toeschouwers: 26.000 Scheidsrechter: Iván Barton (SLV) |

|                                                                              |                     |       |                  |                                                                                             |
| 16 november WK-kwalificatie Finaleronde «onderlinge duels» 17:00 uur (UTC−5) | Jamaica             | 1 – 1 | Verenigde Staten | Independence Park, Kingston Toeschouwers: 4.100 Scheidsrechter: Juan Gabriel Calderón (CRC) |
| 16 november WK-kwalificatie Finaleronde «onderlinge duels» 17:00 uur (UTC−5) | Michail Antonio 22' |       | 11' Timothy Weah | Independence Park, Kingston Toeschouwers: 4.100 Scheidsrechter: Juan Gabriel Calderón (CRC) |

|                                                                    |                  |       |                |                                                                                              |
| 18 december Vriendschappelijk «onderlinge duels» 17:15 uur (UTC−8) | Verenigde Staten | 1 – 0 | Bosnië en Her. | Dignity Health Sports Park, Carson Toeschouwers: 11.044 Scheidsrechter: Keylor Herrera (CRC) |
| 18 december Vriendschappelijk «onderlinge duels» 17:15 uur (UTC−8) | Cole Bassett 89' |       |                | Dignity Health Sports Park, Carson Toeschouwers: 11.044 Scheidsrechter: Keylor Herrera (CRC) |

### 2022
|                                                                             |                      |       |             |                                                                                  |
| 27 januari WK-kwalificatie Finaleronde «onderlinge duels» 19:00 uur (UTC−5) | Verenigde Staten     | 1 – 0 | El Salvador | Lower.com Field, Columbus Toeschouwers: 20.000 Scheidsrechter: Bryan López (GUA) |
| 27 januari WK-kwalificatie Finaleronde «onderlinge duels» 19:00 uur (UTC−5) | Antonee Robinson 52' |       |             | Lower.com Field, Columbus Toeschouwers: 20.000 Scheidsrechter: Bryan López (GUA) |

|                                                                             |                                  |       |                  |                                                                                           |
| 30 januari WK-kwalificatie Finaleronde «onderlinge duels» 15:05 uur (UTC−5) | Canada                           | 2 – 0 | Verenigde Staten | Tim Hortons Field, Hamilton Toeschouwers: 12.000 Scheidsrechter: César Arturo Ramos (MEX) |
| 30 januari WK-kwalificatie Finaleronde «onderlinge duels» 15:05 uur (UTC−5) | Cyle Larin 7' Sam Adekugbe 90+5' |       |                  | Tim Hortons Field, Hamilton Toeschouwers: 12.000 Scheidsrechter: César Arturo Ramos (MEX) |

|                                                                             |                                                               |       |          |                                                                                    |
| 2 februari WK-kwalificatie Finaleronde «onderlinge duels» 18:30 uur (UTC−6) | Verenigde Staten                                              | 3 – 0 | Honduras | Allianz Field, Saint Paul Toeschouwers: 19.202 Scheidsrechter: Oshane Nation (JAM) |
| 2 februari WK-kwalificatie Finaleronde «onderlinge duels» 18:30 uur (UTC−6) | Weston McKennie 8' Walker Zimmerman 37' Christian Pulisic 67' |       |          | Allianz Field, Saint Paul Toeschouwers: 19.202 Scheidsrechter: Oshane Nation (JAM) |

|                                                                           |        |       |                  |                                                                                      |
| 24 maart WK-kwalificatie Finaleronde «onderlinge duels» 20:00 uur (UTC−6) | Mexico | 0 – 0 | Verenigde Staten | Aztekenstadion, Mexico-Stad Toeschouwers: 47.000 Scheidsrechter: Mario Escobar (GUA) |
| 24 maart WK-kwalificatie Finaleronde «onderlinge duels» 20:00 uur (UTC−6) |        |       |                  | Aztekenstadion, Mexico-Stad Toeschouwers: 47.000 Scheidsrechter: Mario Escobar (GUA) |

|                                                                           | |       |                  |                                                                                  |
| 27 maart WK-kwalificatie Finaleronde «onderlinge duels» 19:00 uur (UTC−4) | Verenigde Staten | 5 – 1 | Panama           | Exploria Stadium, Orlando Toeschouwers: 25.022 Scheidsrechter: Iván Barton (SLV) |
| 27 maart WK-kwalificatie Finaleronde «onderlinge duels» 19:00 uur (UTC−4) | Christian Pulisic 17' (pen.) Paul Arriola 23' Jesús Ferreira 27' Christian Pulisic 45+4' (pen.) Christian Pulisic 65' |       | 86' Aníbal Godoy | Exploria Stadium, Orlando Toeschouwers: 25.022 Scheidsrechter: Iván Barton (SLV) |

|                                                                           |                                             |       |                  |                                                                                    |
| 30 maart WK-kwalificatie Finaleronde «onderlinge duels» 19:05 uur (UTC−6) | Costa Rica                                  | 2 – 0 | Verenigde Staten | Estadio Nacional, San José Toeschouwers: 35.000 Scheidsrechter: Drew Fischer (CAN) |
| 30 maart WK-kwalificatie Finaleronde «onderlinge duels» 19:05 uur (UTC−6) | Juan Pablo Vargas 51' Anthony Contreras 59' |       |                  | Estadio Nacional, San José Toeschouwers: 35.000 Scheidsrechter: Drew Fischer (CAN) |

|                                                               |                                                              |       |         |                                                                                   |
| 1 juni Vriendschappelijk «onderlinge duels» 19:30 uur (UTC−4) | Verenigde Staten                                             | 3 – 0 | Marokko | TQL Stadium, Cincinnati Toeschouwers: 19.512 Scheidsrechter: Ismael Cornejo (SLV) |
| 1 juni Vriendschappelijk «onderlinge duels» 19:30 uur (UTC−4) | Brenden Aaronson 26' Timothy Weah 32' Haji Wright 64' (pen.) |       |         | TQL Stadium, Cincinnati Toeschouwers: 19.512 Scheidsrechter: Ismael Cornejo (SLV) |

|                                                               |                  |       |         | |
| 5 juni Vriendschappelijk «onderlinge duels» 16:05 uur (UTC−5) | Verenigde Staten | 0 – 0 | Uruguay | Children's Mercy Park, Kansas City (Kansas) Toeschouwers: 19.569 Scheidsrechter: Adonai Escobedo (MEX) |
| 5 juni Vriendschappelijk «onderlinge duels» 16:05 uur (UTC−5) |                  |       |         | Children's Mercy Park, Kansas City (Kansas) Toeschouwers: 19.569 Scheidsrechter: Adonai Escobedo (MEX) |

|                                                                              |                                                                                              |       |         |                                                                             |
| 10 juni CONCACAF Nations League Groep D «onderlinge duels» 21:00 uur (UTC−5) | Verenigde Staten                                                                             | 5 – 0 | Grenada | Q2 Stadium, Austin Toeschouwers: 20.500 Scheidsrechter: Said Martínez (HON) |
| 10 juni CONCACAF Nations League Groep D «onderlinge duels» 21:00 uur (UTC−5) | Jesús Ferreira 43' Jesús Ferreira 54' Jesús Ferreira 56' Paul Arriola 62' Jesús Ferreira 78' |       |         | Q2 Stadium, Austin Toeschouwers: 20.500 Scheidsrechter: Said Martínez (HON) |

|                                                                              |                     |       |                     |                                                                                              |
| 14 juni CONCACAF Nations League Groep D «onderlinge duels» 20:00 uur (UTC−6) | El Salvador         | 1 – 1 | Verenigde Staten    | Estadio Cuscatlán, San Salvador Toeschouwers: 6.313 Scheidsrechter: César Arturo Ramos (MEX) |
| 14 juni CONCACAF Nations League Groep D «onderlinge duels» 20:00 uur (UTC−6) | Alexander Larín 35' |       | 90+1' Jordan Morris | Estadio Cuscatlán, San Salvador Toeschouwers: 6.313 Scheidsrechter: César Arturo Ramos (MEX) |

|                                                                     |                                    |       |                  | |
| 23 september Vriendschappelijk «onderlinge duels» 14:30 uur (UTC+2) | Japan                              | 2 – 0 | Verenigde Staten | Merkur Spiel-Arena, Düsseldorf Toeschouwers: 5.149 Scheidsrechter: Felix Zwayer (GER) Video-assistent: Martin Thomsen (GER) |
| 23 september Vriendschappelijk «onderlinge duels» 14:30 uur (UTC+2) | Daichi Kamada 24' Kaoru Mitoma 88' |       |                  | Merkur Spiel-Arena, Düsseldorf Toeschouwers: 5.149 Scheidsrechter: Felix Zwayer (GER) Video-assistent: Martin Thomsen (GER) |

|                                                                     |               |       |                  |                                                                                           |
| 27 september Vriendschappelijk «onderlinge duels» 20:00 uur (UTC+2) | Saoedi-Arabië | 0 – 0 | Verenigde Staten | Estadio Enrique Roca de Murcia, Murcia Toeschouwers: 364 Scheidsrechter: Ivan Bebek (CRO) |
| 27 september Vriendschappelijk «onderlinge duels» 20:00 uur (UTC+2) |               |       |                  | Estadio Enrique Roca de Murcia, Murcia Toeschouwers: 364 Scheidsrechter: Ivan Bebek (CRO) |

| Wereldkampioenschap voetbal 2022 |
| -------------------------------- |

|                                                                  |                  |         |                        | |
| 21 november WK 2022 Groep B «onderlinge duels» 22:00 uur (UTC+3) | Verenigde Staten | 1 – 1   | Wales                  | Ahmed bin Alistadion, Ar Rayyan Toeschouwers: 43.418 Scheidsrechter: Abdulrahman Al-Jassim (QAT) Video-assistent: Abdulla Al-Marri (QAT) |
| 21 november WK 2022 Groep B «onderlinge duels» 22:00 uur (UTC+3) | Timothy Weah 36' | Verslag | 82' (pen.) Gareth Bale | Ahmed bin Alistadion, Ar Rayyan Toeschouwers: 43.418 Scheidsrechter: Abdulrahman Al-Jassim (QAT) Video-assistent: Abdulla Al-Marri (QAT) |

|                                                                  |          |       |                  | |
| 25 november WK 2022 Groep B «onderlinge duels» 22:00 uur (UTC+3) | Engeland | 0 – 0 | Verenigde Staten | Al Baytstadion, Al Khawr Toeschouwers: 68.463 Scheidsrechter: Jesús Valenzuela (VEN) Video-assistent: Juan Soto (VEN) |
| 25 november WK 2022 Groep B «onderlinge duels» 22:00 uur (UTC+3) | Verslag  |       |                  | Al Baytstadion, Al Khawr Toeschouwers: 68.463 Scheidsrechter: Jesús Valenzuela (VEN) Video-assistent: Juan Soto (VEN) |

|                                                                  |      |         |                       | |
| 29 november WK 2022 Groep B «onderlinge duels» 22:00 uur (UTC+3) | Iran | 0 – 1   | Verenigde Staten      | Al Thumamastadion, Doha Toeschouwers: 42.127 Scheidsrechter: Antonio Mateu Lahoz (ESP) Video-assistent: Juan Martínez Munuera (ESP) |
| 29 november WK 2022 Groep B «onderlinge duels» 22:00 uur (UTC+3) |      | Verslag | 38' Christian Pulisic | Al Thumamastadion, Doha Toeschouwers: 42.127 Scheidsrechter: Antonio Mateu Lahoz (ESP) Video-assistent: Juan Martínez Munuera (ESP) |

|                                                                        |                                                         |         |                  | |
| 3 december WK 2022 Achtste finale «onderlinge duels» 18:00 uur (UTC+3) | Nederland                                               | 3 – 1   | Verenigde Staten | Khalifa Internationaal Stadion, Ar Rayyan Toeschouwers: 44.846 Scheidsrechter: Wilton Pereira Sampaio (BRA) Video-assistent: Nicolás Gallo (COL) |
| 3 december WK 2022 Achtste finale «onderlinge duels» 18:00 uur (UTC+3) | Memphis Depay 10' Daley Blind 45+2' Denzel Dumfries 81' | Verslag | 76' Haji Wright  | Khalifa Internationaal Stadion, Ar Rayyan Toeschouwers: 44.846 Scheidsrechter: Wilton Pereira Sampaio (BRA) Video-assistent: Nicolás Gallo (COL) |

|  |  |  |  |  |  |  |  |  |

### 2023
|                                                                   |                     |       |                                |                                                                                      |
| 25 januari Vriendschappelijk «onderlinge duels» 19:00 uur (UTC−8) | Verenigde Staten    | 1 – 2 | Servië                         | BMO Stadium, Los Angeles Toeschouwers: 11.475 Scheidsrechter: Daneon Parchment (JAM) |
| 25 januari Vriendschappelijk «onderlinge duels» 19:00 uur (UTC−8) | Brandon Vazquez 29' |       | 43' Luka Ilić 46' Veljko Simić | BMO Stadium, Los Angeles Toeschouwers: 11.475 Scheidsrechter: Daneon Parchment (JAM) |

|                                                                   |                  |       |          |                                                                                             |
| 28 januari Vriendschappelijk «onderlinge duels» 16:30 uur (UTC−8) | Verenigde Staten | 0 – 0 | Colombia | Dignity Health Sports Park, Carson Toeschouwers: 27.000 Scheidsrechter: Said Martínez (HON) |
| 28 januari Vriendschappelijk «onderlinge duels» 16:30 uur (UTC−8) |                  |       |          | Dignity Health Sports Park, Carson Toeschouwers: 27.000 Scheidsrechter: Said Martínez (HON) |

|                                                                               |                     |       | | |
| 23 maart CONCACAF Nations League Groep D «onderlinge duels» 20:00 uur (UTC−4) | Grenada             | 1 – 7 | Verenigde Staten | Kirani James Atletiekstadion, Saint George's Toeschouwers: 7.032 Scheidsrechter: Daneon Parchment (JAM) |
| 23 maart CONCACAF Nations League Groep D «onderlinge duels» 20:00 uur (UTC−4) | Myles Hippolyte 32' |       | 4' Ricardo Pepi 20' Brenden Aaronson 31' Weston McKennie 34' Weston McKennie 49' Christian Pulisic 53' Ricardo Pepi 72' Alejandro Zendejas | Kirani James Atletiekstadion, Saint George's Toeschouwers: 7.032 Scheidsrechter: Daneon Parchment (JAM) |

|                                                                               |                  |       |             |                                                                                    |
| 26 maart CONCACAF Nations League Groep D «onderlinge duels» 19:30 uur (UTC−4) | Verenigde Staten | 1 – 0 | El Salvador | Exploria Stadium, Orlando Toeschouwers: 18.947 Scheidsrechter: Mario Escobar (GUA) |
| 26 maart CONCACAF Nations League Groep D «onderlinge duels» 19:30 uur (UTC−4) | Ricardo Pepi 62' |       |             | Exploria Stadium, Orlando Toeschouwers: 18.947 Scheidsrechter: Mario Escobar (GUA) |

|                                                                                     |                    |       |                  |                                                                                     |
| 19 april Vriendschappelijk Continental Clásico «onderlinge duels» 19:22 uur (UTC−7) | Verenigde Staten   | 1 – 1 | Mexico           | State Farm Stadium, Glendale Toeschouwers: 55.730 Scheidsrechter: Bryan López (GUA) |
| 19 april Vriendschappelijk Continental Clásico «onderlinge duels» 19:22 uur (UTC−7) | Jesús Ferreira 81' |       | 55' Uriel Antuna | State Farm Stadium, Glendale Toeschouwers: 55.730 Scheidsrechter: Bryan López (GUA) |

|                                                                                   |                                                              |       |        | |
| 15 juni CONCACAF Nations League Halve finale «onderlinge duels» 19:00 uur (UTC−7) | Verenigde Staten                                             | 3 – 0 | Mexico | Allegiant Stadium, Paradise Toeschouwers: 65.000 Scheidsrechter: Iván Barton (SLV) Video-assistent: Tatiana Guzmán (NCA) |
| 15 juni CONCACAF Nations League Halve finale «onderlinge duels» 19:00 uur (UTC−7) | Christian Pulisic 37' Christian Pulisic 46' Ricardo Pepi 78' |       |        | Allegiant Stadium, Paradise Toeschouwers: 65.000 Scheidsrechter: Iván Barton (SLV) Video-assistent: Tatiana Guzmán (NCA) |

|                                                                             |        |                                        |                  | |
| 18 juni CONCACAF Nations League Finale «onderlinge duels» 18:00 uur (UTC−7) | Canada | 0 – 2                                  | Verenigde Staten | Allegiant Stadium, Paradise Toeschouwers: 35.000 Scheidsrechter: Said Martínez (HON) Video-assistent: Ricardo Montero (CRC) |
| 18 juni CONCACAF Nations League Finale «onderlinge duels» 18:00 uur (UTC−7) |        | 12' Chris Richards 34' Folarin Balogun |                  | Allegiant Stadium, Paradise Toeschouwers: 35.000 Scheidsrechter: Said Martínez (HON) Video-assistent: Ricardo Montero (CRC) |

| CONCACAF Gold Cup 2023 |
| ---------------------- |

|                                                               |                     |       |                 | |
| 24 juni Gold Cup Groep A «onderlinge duels» 21:06 uur (UTC−5) | Verenigde Staten    | 1 – 1 | Jamaica         | Soldier Field, Chicago Toeschouwers: 36.666 Scheidsrechter: César Arturo Ramos (MEX) Video-assistent: Erick Miranda (MEX) |
| 24 juni Gold Cup Groep A «onderlinge duels» 21:06 uur (UTC−5) | Brandon Vázquez 88' |       | 13' Damion Lowe | Soldier Field, Chicago Toeschouwers: 36.666 Scheidsrechter: César Arturo Ramos (MEX) Video-assistent: Erick Miranda (MEX) |

|                                                               |                      | |                  | |
| 28 juni Gold Cup Groep A «onderlinge duels» 20:30 uur (UTC−5) | Saint Kitts en Nevis | 0 – 6 | Verenigde Staten | CityPark, Saint Louis Toeschouwers: 21.216 Scheidsrechter: Juan Gabriel Calderón (CRC) Video-assistent: Selvin Brown (HON) |
| 28 juni Gold Cup Groep A «onderlinge duels» 20:30 uur (UTC−5) |                      | 12' Djordje Mihailovic 14' Bryan Reynolds 16' Jesús Ferreira 25' Jesús Ferreira 50' Jesús Ferreira 79' Djordje Mihailovic |                  | CityPark, Saint Louis Toeschouwers: 21.216 Scheidsrechter: Juan Gabriel Calderón (CRC) Video-assistent: Selvin Brown (HON) |

|                                                              | |       |                    | |
| 2 juli Gold Cup Groep A «onderlinge duels» 19:00 uur (UTC−4) | Verenigde Staten | 6 – 0 | Trinidad en Tobago | Bank of America Stadium, Charlotte Toeschouwers: 40.243 Scheidsrechter: Mario Escobar (GUA) Video-assistent: Benjamín Pineda (CRC) |
| 2 juli Gold Cup Groep A «onderlinge duels» 19:00 uur (UTC−4) | Jesús Ferreira 14' Jesús Ferreira 38' Jesús Ferreira 45+3' (pen.) Cade Cowell 65' Gianluca Busio 79' Brandon Vázquez 90+4' |       |                    | Bank of America Stadium, Charlotte Toeschouwers: 40.243 Scheidsrechter: Mario Escobar (GUA) Video-assistent: Benjamín Pineda (CRC) |

|                                                                  |                                                           |              |                                                                                 | |
| 9 juli Gold Cup Kwartfinale «onderlinge duels» 19:30 uur (UTC−4) | Verenigde Staten                                          | 2 – 2 (n.v.) | Canada                                                                          | TQL Stadium, Cincinnati Toeschouwers: 24.979 Scheidsrechter: Marco Ortíz (MEX) Video-assistent: Luis Enrique Santander (MEX) |
| 9 juli Gold Cup Kwartfinale «onderlinge duels» 19:30 uur (UTC−4) | Brandon Vázquez 88' Scott Kennedy 114' (e.d.)             |              | 90+3' (pen.) Steven Vitória 109' Jacob Shaffelburg                              | TQL Stadium, Cincinnati Toeschouwers: 24.979 Scheidsrechter: Marco Ortíz (MEX) Video-assistent: Luis Enrique Santander (MEX) |
| 9 juli Gold Cup Kwartfinale «onderlinge duels» 19:30 uur (UTC−4) | Strafschoppen                                             |              |                                                                                 | TQL Stadium, Cincinnati Toeschouwers: 24.979 Scheidsrechter: Marco Ortíz (MEX) Video-assistent: Luis Enrique Santander (MEX) |
| 9 juli Gold Cup Kwartfinale «onderlinge duels» 19:30 uur (UTC−4) | Brandon Vázquez Cade Cowell Gianluca Busio Jesús Ferreira | 3 – 2        | Steven Vitória Liam Fraser Kamal Miller Jacen Russell-Rowe Charles-Andreas Brym | TQL Stadium, Cincinnati Toeschouwers: 24.979 Scheidsrechter: Marco Ortíz (MEX) Video-assistent: Luis Enrique Santander (MEX) |

|                                                                    |                                                                                            |              |                                                                                                   | |
| 12 juli Gold Cup Halve finale «onderlinge duels» 19:00 uur (UTC−7) | Verenigde Staten                                                                           | 1 – 1 (n.v.) | Panama                                                                                            | Snapdragon Stadium, San Diego Toeschouwers: 31.690 Scheidsrechter: Walter López Castellanos (GUA) Video-assistent: Selvin Brown (HON) |
| 12 juli Gold Cup Halve finale «onderlinge duels» 19:00 uur (UTC−7) | Jesús Ferreira 105'                                                                        |              | 99' Iván Anderson                                                                                 | Snapdragon Stadium, San Diego Toeschouwers: 31.690 Scheidsrechter: Walter López Castellanos (GUA) Video-assistent: Selvin Brown (HON) |
| 12 juli Gold Cup Halve finale «onderlinge duels» 19:00 uur (UTC−7) | Strafschoppen                                                                              |              |                                                                                                   | Snapdragon Stadium, San Diego Toeschouwers: 31.690 Scheidsrechter: Walter López Castellanos (GUA) Video-assistent: Selvin Brown (HON) |
| 12 juli Gold Cup Halve finale «onderlinge duels» 19:00 uur (UTC−7) | Jesús Ferreira Djordje Mihailovic Jordan Morris Julian Gressel Matt Miazga Cristian Roldan | 4 – 5        | Fidel Escobar Ismael Díaz Cristian Martínez Yoel Bárcenas Cecilio Waterman Adalberto Carrasquilla | Snapdragon Stadium, San Diego Toeschouwers: 31.690 Scheidsrechter: Walter López Castellanos (GUA) Video-assistent: Selvin Brown (HON) |

|  |  |  |  |  |  |  |  |  |

|                                                                    |                                                                   |       |             |                                                                                 |
| 9 september Vriendschappelijk «onderlinge duels» 16:30 uur (UTC−5) | Verenigde Staten                                                  | 3 – 0 | Oezbekistan | CityPark, Saint Louis Toeschouwers: 15.569 Scheidsrechter: Nelson Salgado (HON) |
| 9 september Vriendschappelijk «onderlinge duels» 16:30 uur (UTC−5) | Timothy Weah 4' Ricardo Pepi 90+1' Christian Pulisic 90+5' (pen.) |       |             | CityPark, Saint Louis Toeschouwers: 15.569 Scheidsrechter: Nelson Salgado (HON) |

|                                                                     |                                                                                       |       |      |                                                                                    |
| 12 september Vriendschappelijk «onderlinge duels» 19:30 uur (UTC−5) | Verenigde Staten                                                                      | 4 – 0 | Oman | Allianz Field, Saint Paul Toeschouwers: 13.665 Scheidsrechter: Mario Escobar (GUA) |
| 12 september Vriendschappelijk «onderlinge duels» 19:30 uur (UTC−5) | Folarin Balogun 13' Brenden Aaronson 60' Ricardo Pepi 79' Khalid Al-Braiki 81' (e.d.) |       |      | Allianz Field, Saint Paul Toeschouwers: 13.665 Scheidsrechter: Mario Escobar (GUA) |

|                                                                   |                       |       |                                                       | |
| 14 oktober Vriendschappelijk «onderlinge duels» 15:00 uur (UTC−4) | Verenigde Staten      | 1 – 3 | Duitsland                                             | Pratt & Whitney Stadium, East Hartford Toeschouwers: 37.743 Scheidsrechter: Fernando Guerrero (MEX) |
| 14 oktober Vriendschappelijk «onderlinge duels» 15:00 uur (UTC−4) | Christian Pulisic 27' |       | 39' İlkay Gündoğan 58' Niclas Füllkrug 61' Leroy Sané | Pratt & Whitney Stadium, East Hartford Toeschouwers: 37.743 Scheidsrechter: Fernando Guerrero (MEX) |

|                                                                   |                                                                                        |       |       |                                                                               |
| 17 oktober Vriendschappelijk «onderlinge duels» 19:30 uur (UTC−5) | Verenigde Staten                                                                       | 4 – 0 | Ghana | Geodis Park, Nashville Toeschouwers: 17.500 Scheidsrechter: Marco Ortíz (MEX) |
| 17 oktober Vriendschappelijk «onderlinge duels» 19:30 uur (UTC−5) | Giovanni Reyna 10' Christian Pulisic 19' (pen.) Folarin Balogun 22' Giovanni Reyna 39' |       |       | Geodis Park, Nashville Toeschouwers: 17.500 Scheidsrechter: Marco Ortíz (MEX) |

|                                                                                      |                                                          |       |                    |                                                                             |
| 16 november CONCACAF Nations League Kwartfinale «onderlinge duels» 20:00 uur (UTC−6) | Verenigde Staten                                         | 3 – 0 | Trinidad en Tobago | Q2 Stadium, Austin Toeschouwers: 19.850 Scheidsrechter: Oshane Nation (JAM) |
| 16 november CONCACAF Nations League Kwartfinale «onderlinge duels» 20:00 uur (UTC−6) | Ricardo Pepi 82' Antonee Robinson 86' Giovanni Reyna 89' |       |                    | Q2 Stadium, Austin Toeschouwers: 19.850 Scheidsrechter: Oshane Nation (JAM) |

|                                                                                      |                                |       |                      | |
| 20 november CONCACAF Nations League Kwartfinale «onderlinge duels» 20:00 uur (UTC−4) | Trinidad en Tobago             | 2 – 1 | Verenigde Staten     | Hasely Crawfordstadion, Port of Spain Toeschouwers: 9.438 Scheidsrechter: Walter López Castellanos (GUA) |
| 20 november CONCACAF Nations League Kwartfinale «onderlinge duels» 20:00 uur (UTC−4) | Reon Moore 43' Alvin Jones 57' |       | 25' Antonee Robinson | Hasely Crawfordstadion, Port of Spain Toeschouwers: 9.438 Scheidsrechter: Walter López Castellanos (GUA) |

### 2024
|                                                                   |                  |                   |          |                                                                                         |
| 20 januari Vriendschappelijk «onderlinge duels» 14:00 uur (UTC−6) | Verenigde Staten | 0 – 1             | Slovenië | Toyota Field, San Antonio Toeschouwers: 9.191 Scheidsrechter: Pierre-Luc Lauzière (CAN) |
| 20 januari Vriendschappelijk «onderlinge duels» 14:00 uur (UTC−6) |                  | 26' Nejc Gradišar |          | Toyota Field, San Antonio Toeschouwers: 9.191 Scheidsrechter: Pierre-Luc Lauzière (CAN) |

|                                                                                    |                                                          |              |               | |
| 21 maart CONCACAF Nations League Halve finale «onderlinge duels» 18:00 uur (UTC−5) | Verenigde Staten                                         | 3 – 1 (n.v.) | Jamaica       | AT&T Stadium, Arlington Toeschouwers: 40.926 Scheidsrechter: Selvin Brown (HON) Video-assistent: Ricardo Montero (CRC) |
| 21 maart CONCACAF Nations League Halve finale «onderlinge duels» 18:00 uur (UTC−5) | Cory Burke 90+6' (e.d.) Haji Wright 96' Haji Wright 109' |              | 1' Greg Leigh | AT&T Stadium, Arlington Toeschouwers: 40.926 Scheidsrechter: Selvin Brown (HON) Video-assistent: Ricardo Montero (CRC) |

|                                                                              |        |                                    |                  | |
| 24 maart CONCACAF Nations League Finale «onderlinge duels» 20:15 uur (UTC−5) | Mexico | 0 – 2                              | Verenigde Staten | AT&T Stadium, Arlington Toeschouwers: 59.471 Scheidsrechter: Drew Fischer (CAN) Video-assistent: Tatiana Guzmán (NCA) |
| 24 maart CONCACAF Nations League Finale «onderlinge duels» 20:15 uur (UTC−5) |        | 45' Tyler Adams 63' Giovanni Reyna |                  | AT&T Stadium, Arlington Toeschouwers: 59.471 Scheidsrechter: Drew Fischer (CAN) Video-assistent: Tatiana Guzmán (NCA) |

|                                                               |                  |       |                                                                                                |                                                                                          |
| 8 juni Vriendschappelijk «onderlinge duels» 17:30 uur (UTC−4) | Verenigde Staten | 1 – 5 | Colombia                                                                                       | Commanders Field, Landover Toeschouwers: 55.494 Scheidsrechter: Fernando Hernández (MEX) |
| 8 juni Vriendschappelijk «onderlinge duels» 17:30 uur (UTC−4) | Timothy Weah 58' |       | 6' Jhon Arias 19' Rafael Santos Borré 77' Richard Ríos 85' Jorge Carrascal 88' Luis Sinisterra | Commanders Field, Landover Toeschouwers: 55.494 Scheidsrechter: Fernando Hernández (MEX) |

|                                                                |                       |       |             |                                                                                         |
| 12 juni Vriendschappelijk «onderlinge duels» 19:00 uur (UTC−4) | Verenigde Staten      | 1 – 1 | Brazilië    | Camping World Stadium, Orlando Toeschouwers: 60.016 Scheidsrechter: Said Martínez (HON) |
| 12 juni Vriendschappelijk «onderlinge duels» 19:00 uur (UTC−4) | Christian Pulisic 26' |       | 17' Rodrygo | Camping World Stadium, Orlando Toeschouwers: 60.016 Scheidsrechter: Said Martínez (HON) |

| Copa América 2024 |
| ----------------- |

|                                                                   |                                          |       |         |                                                                                     |
| 23 juni Copa América Groep C «onderlinge duels» 17:00 uur (UTC−5) | Verenigde Staten                         | 2 – 0 | Bolivia | AT&T Stadium, Arlington Toeschouwers: 47.873 Scheidsrechter: Maurizio Mariani (ITA) |
| 23 juni Copa América Groep C «onderlinge duels» 17:00 uur (UTC−5) | Christian Pulisic 3' Folarin Balogun 44' |       |         | AT&T Stadium, Arlington Toeschouwers: 47.873 Scheidsrechter: Maurizio Mariani (ITA) |

|                                                                   |                                     |       |                     |                                                                                       |
| 27 juni Copa América Groep C «onderlinge duels» 18:00 uur (UTC−4) | Panama                              | 2 – 1 | Verenigde Staten    | Mercedes-Benz Stadium, Atlanta Toeschouwers: 59.145 Scheidsrechter: Iván Barton (SLV) |
| 27 juni Copa América Groep C «onderlinge duels» 18:00 uur (UTC−4) | César Blackman 26' José Fajardo 83' |       | 22' Folarin Balogun | Mercedes-Benz Stadium, Atlanta Toeschouwers: 59.145 Scheidsrechter: Iván Barton (SLV) |

|                                                                  |                  |                     |         |                                                                                                   |
| 1 juli Copa América Groep C «onderlinge duels» 20:00 uur (UTC−5) | Verenigde Staten | 0 – 1               | Uruguay | Arrowhead Stadium, Kansas City (Missouri) Toeschouwers: 55.460 Scheidsrechter: Kevin Ortega (PER) |
| 1 juli Copa América Groep C «onderlinge duels» 20:00 uur (UTC−5) |                  | 66' Mathías Olivera |         | Arrowhead Stadium, Kansas City (Missouri) Toeschouwers: 55.460 Scheidsrechter: Kevin Ortega (PER) |

|  |  |  |  |  |  |  |  |  |

|                                                                    |                      |       |                                          | |
| 7 september Vriendschappelijk «onderlinge duels» 15:05 uur (UTC−5) | Verenigde Staten     | 1 – 2 | Canada                                   | Children's Mercy Park, Kansas City (Kansas) Toeschouwers: 10.523 Scheidsrechter: Keylor Herrera (CRC) |
| 7 september Vriendschappelijk «onderlinge duels» 15:05 uur (UTC−5) | Luca de la Torre 66' |       | 17' Jacob Shaffelburg 58' Jonathan David | Children's Mercy Park, Kansas City (Kansas) Toeschouwers: 10.523 Scheidsrechter: Keylor Herrera (CRC) |

|                                                                     |                       |       |               |                                                                                 |
| 10 september Vriendschappelijk «onderlinge duels» 19:00 uur (UTC−4) | Verenigde Staten      | 1 – 1 | Nieuw-Zeeland | TQL Stadium, Cincinnati Toeschouwers: 15.711 Scheidsrechter: Selvin Brown (HON) |
| 10 september Vriendschappelijk «onderlinge duels» 19:00 uur (UTC−4) | Christian Pulisic 69' |       | 89' Ben Waine | TQL Stadium, Cincinnati Toeschouwers: 15.711 Scheidsrechter: Selvin Brown (HON) |

|                                                                   |                                    |       |        |                                                                            |
| 12 oktober Vriendschappelijk «onderlinge duels» 21:00 uur (UTC−5) | Verenigde Staten                   | 2 – 0 | Panama | Q2 Stadium, Austin Toeschouwers: 20.239 Scheidsrechter: Katia García (MEX) |
| 12 oktober Vriendschappelijk «onderlinge duels» 21:00 uur (UTC−5) | Yunus Musah 49' Ricardo Pepi 90+4' |       |        | Q2 Stadium, Austin Toeschouwers: 20.239 Scheidsrechter: Katia García (MEX) |

|                                                                   |                                   |       |                  |                                                                                  |
| 15 oktober Vriendschappelijk «onderlinge duels» 20:30 uur (UTC−6) | Mexico                            | 2 – 0 | Verenigde Staten | Estadio Akron, Zapopan Toeschouwers: 43.537 Scheidsrechter: Keylor Herrera (CRC) |
| 15 oktober Vriendschappelijk «onderlinge duels» 20:30 uur (UTC−6) | Raúl Jiménez 22' César Huerta 49' |       |                  | Estadio Akron, Zapopan Toeschouwers: 43.537 Scheidsrechter: Keylor Herrera (CRC) |

|                                                                                      |         |                 |                  |                                                                                              |
| 14 november CONCACAF Nations League Kwartfinale «onderlinge duels» 20:00 uur (UTC−5) | Jamaica | 0 – 1           | Verenigde Staten | Independence Park, Kingston Toeschouwers: 20.213 Scheidsrechter: Juan Gabriel Calderón (CRC) |
| 14 november CONCACAF Nations League Kwartfinale «onderlinge duels» 20:00 uur (UTC−5) |         | 5' Ricardo Pepi |                  | Independence Park, Kingston Toeschouwers: 20.213 Scheidsrechter: Juan Gabriel Calderón (CRC) |

|                                                                                      |                                                                                    |       |                                   |                                                                                      |
| 18 november CONCACAF Nations League Kwartfinale «onderlinge duels» 19:00 uur (UTC−6) | Verenigde Staten                                                                   | 4 – 2 | Jamaica                           | Energizer Park, Saint Louis Toeschouwers: 21.080 Scheidsrechter: Mario Escobar (GUA) |
| 18 november CONCACAF Nations League Kwartfinale «onderlinge duels» 19:00 uur (UTC−6) | Christian Pulisic 14' Di'Shon Bernard 33' (e.d.) Ricardo Pepi 42' Timothy Weah 56' |       | 53' Demarai Gray 68' Demarai Gray | Energizer Park, Saint Louis Toeschouwers: 21.080 Scheidsrechter: Mario Escobar (GUA) |

### 2025
|                                                                   |                                                          |       |                   |                                                                                           |
| 18 januari Vriendschappelijk «onderlinge duels» 15:00 uur (UTC−5) | Verenigde Staten                                         | 3 – 1 | Venezuela         | Chase Stadium, Fort Lauderdale Toeschouwers: 18.008 Scheidsrechter: Steven Madrigal (CRC) |
| 18 januari Vriendschappelijk «onderlinge duels» 15:00 uur (UTC−5) | Jack McGlynn 37' Patrick Agyemang 39' Matko Miljevic 64' |       | 68' Jorge Yriarte | Chase Stadium, Fort Lauderdale Toeschouwers: 18.008 Scheidsrechter: Steven Madrigal (CRC) |

|                                                                   |                                                      |       |            |                                                                                        |
| 22 januari Vriendschappelijk «onderlinge duels» 19:00 uur (UTC−5) | Verenigde Staten                                     | 3 – 0 | Costa Rica | Inter&Co Stadium, Orlando Toeschouwers: 13.580 Scheidsrechter: Cristhofer Corado (GUA) |
| 22 januari Vriendschappelijk «onderlinge duels» 19:00 uur (UTC−5) | Brian White 21' Caden Clark 77' Patrick Agyemang 90' |       |            | Inter&Co Stadium, Orlando Toeschouwers: 13.580 Scheidsrechter: Cristhofer Corado (GUA) |

|                                                                                    |                  |                        |        | |
| 20 maart CONCACAF Nations League Halve finale «onderlinge duels» 16:00 uur (UTC−7) | Verenigde Staten | 0 – 1                  | Panama | SoFi Stadium, Inglewood Scheidsrechter: Oshane Nation (JAM) Video-assistent: Daneon Parchment (JAM) |
| 20 maart CONCACAF Nations League Halve finale «onderlinge duels» 16:00 uur (UTC−7) |                  | 90+4' Cecilio Waterman |        | SoFi Stadium, Inglewood Scheidsrechter: Oshane Nation (JAM) Video-assistent: Daneon Parchment (JAM) |

|                                                                                    |                                       |       |                      | |
| 23 maart CONCACAF Nations League Troostfinale «onderlinge duels» 15:00 uur (UTC−7) | Canada                                | 2 – 1 | Verenigde Staten     | SoFi Stadium, Inglewood Scheidsrechter: Katia Itzel García (MEX) Video-assistent: Guillermo Pacheco (MEX) |
| 23 maart CONCACAF Nations League Troostfinale «onderlinge duels» 15:00 uur (UTC−7) | Tani Oluwaseyi 27' Jonathan David 59' |       | 35' Patrick Agyemang | SoFi Stadium, Inglewood Scheidsrechter: Katia Itzel García (MEX) Video-assistent: Guillermo Pacheco (MEX) |

|                                                               |                  |   |         |                                                                                    |
| 7 juni Vriendschappelijk «onderlinge duels» 15:30 uur (UTC−4) | Verenigde Staten | – | Turkije | Pratt & Whitney Stadium, East Hartford Toeschouwers: n.n.b. Scheidsrechter: n.n.b. |
| 7 juni Vriendschappelijk «onderlinge duels» 15:30 uur (UTC−4) |                  |   |         | Pratt & Whitney Stadium, East Hartford Toeschouwers: n.n.b. Scheidsrechter: n.n.b. |

|                                                                |                  |   |             |                                                                    |
| 10 juni Vriendschappelijk «onderlinge duels» 19:00 uur (UTC−5) | Verenigde Staten | – | Zwitserland | Geodis Park, Nashville Toeschouwers: n.n.b. Scheidsrechter: n.n.b. |
| 10 juni Vriendschappelijk «onderlinge duels» 19:00 uur (UTC−5) |                  |   |             | Geodis Park, Nashville Toeschouwers: n.n.b. Scheidsrechter: n.n.b. |

| CONCACAF Gold Cup 2025 |
| ---------------------- |

|                                                               |                  |   |                    |                                                                   |
| 15 juni Gold Cup Groep D «onderlinge duels» 15:00 uur (UTC−7) | Verenigde Staten | – | Trinidad en Tobago | PayPal Park, San Jose Toeschouwers: n.n.b. Scheidsrechter: n.n.b. |
| 15 juni Gold Cup Groep D «onderlinge duels» 15:00 uur (UTC−7) |                  |   |                    | PayPal Park, San Jose Toeschouwers: n.n.b. Scheidsrechter: n.n.b. |

|                                                               |               |   |                  |                                                                |
| 19 juni Gold Cup Groep D «onderlinge duels» 20:15 uur (UTC−5) | Saoedi-Arabië | – | Verenigde Staten | Q2 Stadium, Austin Toeschouwers: n.n.b. Scheidsrechter: n.n.b. |
| 19 juni Gold Cup Groep D «onderlinge duels» 20:15 uur (UTC−5) |               |   |                  | Q2 Stadium, Austin Toeschouwers: n.n.b. Scheidsrechter: n.n.b. |

|                                                               |                  |   |       |                                                                     |
| 22 juni Gold Cup Groep D «onderlinge duels» 18:00 uur (UTC−5) | Verenigde Staten | – | Haïti | AT&T Stadium, Arlington Toeschouwers: n.n.b. Scheidsrechter: n.n.b. |
| 22 juni Gold Cup Groep D «onderlinge duels» 18:00 uur (UTC−5) |                  |   |       | AT&T Stadium, Arlington Toeschouwers: n.n.b. Scheidsrechter: n.n.b. |

|  |  |  |  |  |  |  |  |  |

USSF · A-internationals · Selecties · Bondscoaches · Amerikaans vrouwenelftal · Olympisch elftal · USA -21 · USA -20 · USA -19 · USA -18 · USA -17
1885 – 1919 · 
1920 – 1929 · 
1930 – 1939 · 
1940 – 1949 · 
1950 – 1959 · 
1960 – 1969 · 
1970 – 1979 · 
1980 – 1989 · 
1990 – 1999 · 
2000 – 2009 · 
2010 – 2019 ·
2020 − 2029
CA 1993 · 
CA 1995 · 
CA 2007 · 
CA 2016
CC 1992 · 
CC 1999 · 
CC 2003 · 
CC 2009
WK 1930 · 
WK 1934 · 
WK 1950 · 
WK 1990 · 
WK 1994 · 
WK 1998 · 
WK 2002 · 
WK 2006 · 
WK 2010 · 
WK 2014
OS 1904 · 
OS 1924 · 
OS 1928 · 
OS 1936 · 
OS 1948 · 
OS 1952 · 
OS 1956 · 
OS 1972 · 
OS 1984 · 
OS 1988 · 
OS 1992 · 
OS 1996 · 
OS 2000 · 
OS 2008
Algerije ·
Antigua en Barbuda ·
Argentinië ·
Armenië ·
Australië ·
Azerbeidzjan ·
Barbados ·
België ·
Belize ·
Bermuda ·
Bolivia ·
Bosnië en Herzegovina ·
Brazilië ·
Canada ·
Chili ·
China ·
Colombia ·
Costa Rica ·
Cuba ·
Curaçao ·
Denemarken ·
DDR ·
Duitsland ·
Ecuador ·
Egypte ·
El Salvador ·
Engeland ·
Estland ·
Finland ·
Frankrijk ·
Ghana ·
GOS ·
Grenada ·
Griekenland ·
Guatemala ·
Guyana ·
Haïti ·
Honduras ·
Hongarije ·
Ierland ·
IJsland ·
Iran ·
Israël ·
Italië ·
Ivoorkust ·
Jamaica ·
Japan ·
Joegoslavië ·
Kaaimaneilanden ·
Kameroen ·
Koeweit ·
Letland ·
Liechtenstein ·
Luxemburg ·
Malta ·
Marokko ·
Martinique ·
Mexico ·
Moldavië ·
Nederland ·
Nederlandse Antillen ·
Nicaragua ·
Nieuw-Zeeland ·
Nigeria ·
Noord-Ierland ·
Noord-Korea ·
Noord-Macedonië ·
Noorwegen ·
Oekraïne ·
Oezbekistan ·
Oman ·
Oostenrijk ·
Panama ·
Paraguay ·
Peru ·
Polen ·
Portugal ·
Puerto Rico ·
Qatar ·
Roemenië ·
Rusland ·
Saint Kitts en Nevis ·
Saint Vincent en de Grenadines ·
Saoedi-Arabië ·
Schotland ·
Servië ·
Slovenië ·
Slowakije ·
Sovjet-Unie ·
Spanje ·
Thailand ·
Trinidad en Tobago ·
Tsjechië ·
Tsjecho-Slowakije ·
Tunesië ·
Turkije ·
Uruguay ·
Venezuela ·
Wales ·
Zuid-Afrika ·
Zuid-Korea ·
Zweden ·
Zwitserland
Algerije (2010) ·
België (2014) ·
Brazilië (2009, 2) ·
Duitsland (2014) ·
Engeland (2010) ·
Ghana (2006) · 
Ghana (2014) · 
Italië (2006) · 
Nederland (2022) ·
Portugal (2014) ·
Slovenië (2010) ·
Tsjechië (2006)
CONMEBOL: Argentinië · Bolivia · Brazilië · Chili · Colombia · Ecuador · Paraguay · Peru · Uruguay · Venezuela

UEFA: Albanië · Andorra · Armenië · Azerbeidzjan · België · Bosnië en Herzegovina · Bulgarije · Cyprus · Denemarken · Duitsland · Engeland · Estland · Faeröer · Finland · Frankrijk · Georgië · Gibraltar · Griekenland · Hongarije · IJsland · Ierland · Israël · Italië · Kazachstan · Kosovo · Kroatië · Letland · Liechtenstein · Litouwen · Luxemburg · Malta · Moldavië · Montenegro · Nederland · Noord-Ierland · Noord-Macedonië · Noorwegen · Oekraïne · Oostenrijk · Polen · Portugal · Roemenië · Rusland · San Marino · Schotland · Servië · Slovenië · Slowakije · Spanje · Tsjechië · Turkije · Wales · Wit-Rusland · Zweden · Zwitserland

AFC: Australië · China · Irak · Iran · Japan · Libanon · Oezbekistan · Oman · Qatar · Saoedi-Arabië · Syrië · Verenigde Arabische Emiraten · Vietnam · Zuid-Korea

CAF: Algerije · Burkina Faso · Congo-Kinshasa · Egypte · Ghana · Ivoorkust · Kaapverdië · Kameroen · Mali · Marokko · Nigeria · Senegal · Tunesië · Zuid-Afrika

CONCACAF: Canada · Costa Rica · Curaçao · El Salvador · Honduras · Jamaica · Mexico · Panama · Suriname · Verenigde Staten

OFC: Nieuw-Zeeland